# Igor Grosu
Igor Grosu (sinh ngày 30 tháng 11 năm 1972) là chính khách người Moldova. Ông từng làm Bộ trưởng Bộ Giáo dục và Nghiên cứu Moldova. Hiện nay ông đang giữ chức vụ Chủ tịch Quốc hội Moldova và là lãnh tụ Đảng Hành động và Đoàn kết (PAS).